# Cristo resucitado (Bramantino)
Christus Dolens, Cristo como varón de dolores o Cristo resucitado es una pintura al temple sobre tabla de Bramantino, ejecutada c. 1490, que se encuentra en el Museo Thyssen-Bornemisza de Madrid. La Colección Thyssen-Bornemisza original lo adquirió en 1937 de manos de la condesa Teresa Soranza-Mocenigo. Una obra similar de Bramantino se encuentra en la Cartuja de Pavía.
La pintura quedó registrada en la colección familiar Della Porta Pusterla en Milán en 1590, donde permaneció hasta el primer cuarto del siglo XX. Fue publicado por primera vez por Müller Walde en 1898 y varios estudios lo atribuyeron a Bramantino o Bramante. En 1905 William Suida fue el primero en sugerir una atribución a Bramantino. Mulazzini lo fechó en 1490, al comienzo de la carrera de Bramantino.

## Descripción y estilo
La obra representa a Cristo como varón de dolores, frontal, hasta la mitad de la rodilla, pero también puede querer representar la Resurrección. En el contexto de una arquitectura en ruinas (posiblemente el sepulcro) y un paisaje lunar (con un río, árboles y un velero), el cuerpo demacrado de Cristo se destaca muy cerca del espectador, de una blancura pétrea, envuelto en un manto que dibuja pliegues profundos parecidos al papel, derivados de la pintura nórdica.
Prevalece un sentimiento de austeridad y compasión hacia la figura que muestra solemnemente los signos del martirio, con una incisiva definición gráfica de las formas. En lugar de triunfante sobre la muerte, se representa a Cristo con los ojos rojos, expresión de intenso sufrimiento y tristeza, un cuerpo pálido casi fantasmal, dibujado con gran precisión, como se aprecia en los dedos, tendones del brazo extendido y músculos y pecho. La expresión de Cristo es lo suficientemente poderosa como para centrar la atención del observador en la esfera de las emociones, que es el aspecto que más le interesaba presentar a Bramantino.